# 賓寧根
賓寧根（德語：Binningen）是瑞士巴塞爾鄉村州的一个市镇，位於該國北部，面積4.43平方公里，海拔高度292米，2011年人口14,843，其中信奉羅馬天主教和基督教的居民各佔三成。

## 外部連結
- Official website （德文）